# 格魯伯斯普
格魯伯斯普是南非的城鎮，位於該國西北部，距離奧蘭治河約10公里，由北開普省負責管轄，面積1.26平方公里，2001年人口437，人口密度每平方公里350人。